# Adnan al-Zourfi
Adnan al-Zourfi, né le 1er juillet 1966 à Nadjaf (Irak), est un homme politique irakien.

## Biographie
Le 17 mars 2020, il est désigné Premier ministre et doit former un nouveau gouvernement,.
Le 9 avril 2020, ne pouvant rassembler une majorité autour d'un gouvernement, il retire sa candidature.